# Svoboda tiska
Svoboda tiska ali medijska svoboda je načelo, da je treba komuniciranje in izražanje v različnih medijih, vključno s tiskanimi in elektronskimi mediji, zlasti objavljenimi, obravnavati kot pravico, ki jo je dovoljeno svobodno uveljavljati. Taka svoboda pomeni odsotnost pretiranega vmešavanja države. Njeno ohranjanje lahko zagotavljajo ustava ali drugi pravni mehanizmi varovanja.
Država lahko pri lastnih informacijah razlikuje, katera gradiva so javna in katera zavarovana pred razkritjem javnosti. Državno gradivo je zavarovano zaradi enega od dveh razlogov: razvrstitev podatkov kot občutljivih, zaupnih ali tajnih ali pomembnost podatkov za zaščito nacionalnega interesa. Marsikje velja tudi zakonodaja o javnih informacijah ali svobodi obveščanja, ki se uporablja za opredelitev področja nacionalnega interesa in državljanom omogoča, da zahtevajo dostop do informacij, ki jih hrani država.
To filozofijo običajno podpira zakonodaja, ki zagotavlja različno mero svobode znanstvenega raziskovanja (tako imenovana znanstvena svoboda), objavljanja in tiska. Stopnja njene vpetosti v pravni sistem države lahko sega vse do njene ustave. Z isto zakonodajo je pogosto pokrita tudi svoboda govora, kar zagotavlja enakovredno obravnavo govorjenega in objavljenega izražanja. Prva država na svetu, ki je v ustavi zapisala svobodo tiska, je bila Švedska leta 1766.